# Rđasta ruža
Rđasta ruža (vinska ruža, lat., Rosa rubiginosa)  je listopadni grm iz porodice ružovki koji naraste do 2,5 m (8 stopa) visine. Raširena je po Europi (uključujući Hrvatsku i Skandinaviju).
Cvjeta od lipnja do srpnja, a sjemenke sazrijevaju od kolovoza do listopada. Vrsta je hermafrodit (ima muške i ženske organe) i oprašuju je pčele, muhe, lepidoptera (moljci i leptiri).

## Vanjske poveznice
- R. rubiginosa
- R. rubiginosa
- R. rubiginosa
- R. rubiginosa